# 한국현대사학회
한국현대사학회(韓國現代史學会)는 대한민국의 교과서포럼 인사들이 주축이 되어 만들어진 단체이다.
확인된 회원 61명중 역사 전공자 19명을 포함해 경제학, 행정학, 교육학 등 다양한 전공자가 있으며 이는 다양한 영억의 전공한 많은 회원들이 현대사를 학문적으로 연구하기 위해 모였다”고 창립취지를 밝힘.
성신여자대학교 〈동아시아연구소〉 내 〈한국현대사학회〉로 위치하고 있으며, 한국의 주요 기업인의 이권단체인 전경련(전국 경제인 연합회)의 후원 아래에 있다.
2011년 5월 20일 발기와 동시에 설립되었다.

## 활동
현대사의 연구와 인식에 대해 일본 제국주의의 지배와 식민사관에 반하는 민족주의 사관과 반민주주의적 독재정권의 반발인 민중사관에서 제도적, 경제적 근대화 과정의 강조와 '대한민국 건국사관'으로 옮겨야 한다는 것이 발기 목적의 주요 내용이다.
교과서포럼에 고문·운영위원·필진으로 참여한 인사가 16명이 참여했다, 교과서포럼의 구성원 가운데 작고한 고 김일영 교수, 이동복 북한민주화포럼 대표 등 사회단체 인사 등을 제외하면 핵심 인사 대부분이 현대사학회로 옮겨왔다는 지적이다. 현대사학회는 일부 교과서가 미군의 양민학살만을 부각시켰고 건국은 무시하고 분단만 부정적으로 서술했다며 좌편향이라고 주장하고 있다. 이러한 주장에 대해 비판하는 측에서는 "쿠데타를 혁명이라 이야기 하고싶고, 경제성장을 내세워 독재를 미화하여 보수층의 단결을 의도하려는 것 아닌가"라고 지적한다. 한국현대사학회는 2011년 역사교과서 개정 과정에서 '일본 식민지 시대가 근대화에 도움을 주었다'라는 내용을 포함시키자는 주장도 제기했다고 언론에 보도되었으나 현대사학회에 의해 부정된 바 있다.

### 근현대사 역사관
- 대한민국이 UN의 지원과 국제적 승인 하에 성립·출범하였음도 분명하게 배울 수 있도록 강조
- 일제시기를 사실적으로 정확하게 이해하기 위한‘식민지배에 의한 근대적 제도의 이식’은 일제 이후의 경제적 변화와 관계된 식민지수탈적 자본주의의 전개과정을 이해할 필요가 있음
- 일제식민지 시기 전개된 민족운동의 사상적 배경과 민족의 독립에 기여한 국제관계이 함께 서술되어야 함
- 남북냉전 시기에서의 반공정책의 시대적 필요성과 긍정적 기능인정

## 상임위원회
- 총무위원회 (위원장 김용직 성신여대 교수, 부위원장 이지수 명지대)
- 편집위원회 (위원장, 이명희 공주대학교 교수, 부위원장 양영조 군사편찬연구소 박사)
- 교육위원회 (위원장 정영순 한국학중앙연구원, 부위원장 이헌경, 동아대)
- 연구위원회 (위원장 허동현 경희대, 부위원장 이민원 원광대)
- 특별위원회 (위원장 이명희 공주대학교 사범대학 역사교육과)
- 대외협력위원회 (위원장 강규형 명지대, 부위원장 조성훈 군사편연)

## 위원
- 권희영 회장 (사회학자, 한국학중앙연구원 한국사학 교수)
- 김용직 (성신여대, 총무위원장)
- 이지수 (명지대, 총무부위원장)
- 김도형 (통일미래사회연구소 연구원)
- 함재봉 (아산정책연구원 원장)

### 역사전공
- 강규형 (명지대 기록대학원, 연세대학교 사학과 졸업)

인디애나 대학교 대학원 역사학 석사(1989), 오하이오 대학교 대학원 역사학 박사(서양현대사, 러시아사, 국제관계사 전공) (1998)
- 김권정 (한국교회사연구소, 경희대 후마니스타칼리지 객원교수)
- 허동현 (경희대 후마니스타칼리지 한국현대사연구원장)

고려대학교 사학과,
- 오성 (세종대 역사학과)
- 오영섭 (연세대 이승만연구소 연구교수)
- 이명희 (공주대 역사학과)
- 이민원 (원광대 역사교육)
- 정영순 (한중연 교수, 한국현대사)
- 조성훈 (군사편찬연구소, 한국현대사)
  - 전인영 (이대 사회생활학과, 중국근대사)
  - 정성화 (명지대 사학과, 국제관계사)
  - 차상철 (충남대 사학과, 미국사)
  - 홍석민 (연세대 서양근현대사)[6]
- 도진순 (창원대 역사학)[7][8]

### 기타
- 강량 (국가안보전략연구소)
- 강석훈 (성신여대 경제학)
- 김광수 (육사)
- 김병문 (안동대 행정학)
- 김성열 (경남대 교육학)
- 김용직 (성신여대 정치외교)
- 김은실 (성신여대 정치외교)
- 김종석 (홍익대 경영학부)
- 김주성 (한국교원대 일반사회교육)
- 김주홍 (울산대 사회과학)
- 나영일 (서울대 체육교육)
- 나종남 (육사)
- 김명섭 (연세대 정치외교)[7]
- 박효종 (서울대 윤리교육과)
- 최상오 (서울대 경제학부)

그리고 고문으로는 이인호(상임, 전서울대 서양사학과), 유영익(상임), 김학준, 차하순, 이홍구, 한홍수, 윤형섭, 이주영, 안병직, 이택휘, 노재봉, 유재천, 남시욱, 김영작, 하영선, 구대열, 신복룡, 류근일, 김인섭, 최정호, 박세일, 손세일, 신윤식, 최문형, 이상우, 정진석, 안양옥, 곽병선 등이 있다.
이근식 서울시립대 교수 등은 발기인 명단에 이름이 오른 중도 성향의 경제학자지만, 현대사학회에 대해 “듣도 보도 못한 단체”이며, “학회와 관련해 어떤 전화 통화도 한 적이 없는데, 왜 이름이 들어갔는지 모르겠다”고 밝혔다.

## 옹호
"대한민국 학계에서는 현대사 분야에 대한 본격적인 연구가 없었던 만큼 좌우 이념 대결을 떠난 객관적인 현대사 정립에 중요한 계기가 될 것이라는 기대가 높다"는 동아일보의 보도가 있었다.

## 비판 및 논란
기존의 현대사 관련 학회는 현대사학회의 출범을 반기지 않는다. 현대사학회는 한국현대사가들이 역사를 좌편향으로 왜곡했다는 주장으로부터 시작되기 때문이다.

## 같이 보기
- 교과서포럼